# Dexter, Georgia
Dexter är en mycket liten stad i Laurens County, Georgia, USA. Den hade 509 invånare vid folkräkningen 2000. Dexter är belägen cirka 200 km sydost om huvudstaden Atlanta.